# Вальдемар Ланле
Вальдемар Ланле (у джерелах «Лангле» або «Ланглет»; швед. Valdemar Langlet) (17 грудня 1872, с. Лербо, Седерманланд, Швеція — 16 жовтня 1960, Стокгольм) — шведський дипломат, есперантист, видавець, Праведник народів світу.

## Біографічні відомості
Народився 17 грудня 1872 року в селі Лербо (провінція Седерманланд, Швеція). Навчався у Німеччині, Австрії та Швейцарії.
У молоді роки працював інженером та журналістом.
У 1890 році познайомився з мовою есперанто. У 1891 році заснував клуб есперанто в Упсалі, де видавав журнал «Lingvo Internacia» («Міжнародна мова»).
У 1894—1895 рр. прибув до Одеси разом із товаришем Еріком Етцелем. Обидва студенти прямували до Ялти на запрошення лікаря Іллі Островського: він і його юна донька Надія були на той час єдиними у місті есперантистами, завдяки яким Ялта з часом стала одним із центрів мовного руху. Шведських гостей до Ялти супроводила піонерка руху есперанто на теренах сучасної України Антоніна Шалко-Чайковська, що мешкала тоді в Одесі. У Криму вона, її майбутній чоловік Микола Боровко, Вальдемар Ланле та Ілля Островський потоваришували на ціле життя. Цей перший на теренах тогочасної Російської імперії екскурсійний супровід есперанто, що став також першим прикладом практичного застосування вказаної мови, Микола Боровко описав у журналі «Неделя».
У 1899 році Вальдемар Ланле одружився з фінською есперантисткою Сігне Бломберг (померла у 1921 році).
У 1906—1909 рр. був президентом Шведської федерації есперанто.
У 1923 році журналістом прибув до Москви, де відшукав Антоніну Чайковську (Боровко), яка з дітьми жила у крайній скруті. На її прохання формально вдочерив її доньку Ніну заради річного дозволу на продовження музичних занять у Стокгольмі. Восени Ніна Боровко поїхала до Швеції, де стала піаністкою та викладачкою музики. В березні 1925 року вона вийшла заміж за Вальдемара Ланле.
На початку 1930-х рр. подружжя після багатьох подорожей світом оселилося у Будапешті, де Вальдемар викладав шведську мову в університеті та працював у посольстві Швеції в Угорщині, а Ніна давала уроки музики.
В березні 1944 року до Угорщини увійшли німецькі війська, що за допомогою місцевих фашистів почали масові винищення євреїв та активістів руху спротиву у «трудових таборах». 72-річний Вальдемар Ланле очолив відділення шведського Червоного Хреста у Будапешті, яке видало переслідуваним людям близько 25 тисяч «захисних листів» (т. зв. «паспорти Ланле»); за деякий час до місії долучився дипломат Рауль Валленберг, пізніше знищений совєтськими спецслужбами. Вальдемар і Ніна Ланле, заочно засуджені німцями до страти, підпільно керували порятунком людей.
Після ІІ світової війни Вальдемар Ланле повернувся з дружиною на батьківщину.
Помер 16 жовтня 1960 року в Стокгольмі.
У 1966 році був удостоєний звання Праведника народів світу посмертно.